# تشم خوشة (مقاطعة دورة)
تشم خوشة (بالفارسية: چم خوشه) هي قرية تقع في قسم كشكان الريفي (مقاطعة دورة) في إيران. يقدر عدد سكانها بـ 785 نسمة بحسب إحصاء 2016.